# Rolf Langhammer
Rolf Johannes Langhammer (* 29. Juli 1947 in Bad Wildungen) ist ein deutscher Wirtschaftswissenschaftler. Er war Vizepräsident des Instituts für Weltwirtschaft in Kiel (IfW).

## Biographie
In den Jahren von 1967 bis 1971 studierte Langhammer Volkswirtschaftslehre an der Christian-Albrechts-Universität zu Kiel. Ab 1972 war er für das Instituts für Weltwirtschaft in Kiel tätig. Von Juli 1995 bis November 2005 leitete er die Forschungsabteilung „Entwicklungsökonomie und weltwirtschaftliche Integration“ des IfW. Er war Vizepräsident des IfW von Oktober 1997 bis August 2012. Darüber hinaus war Langhammer seit November 1995 Honorarprofessor für Internationale Wirtschaftsbeziehungen und Entwicklungsökonomik an der Wirtschafts- und Sozialwissenschaftlichen Fakultät der Universität Kiel und Professor für Entwicklungsökonomik und Internationalen Handel an der WHU – Otto Beisheim School of Management in Koblenz von 2013 bis 2016.
Langhammer erhielt verschiedene Forschungsstipendien und Gastprofessorenschaften im Ausland. Er diente als Berater sowohl für eine Reihe internationaler Organisationen (EU, Weltbank, OECD, UNIDO, ADB) als auch für das (BMWI) sowie das Bundesministerium für wirtschaftliche Zusammenarbeit und Entwicklung (BMZ). Von 1995 bis 2007 war er Mitglied des Wissenschaftlichen Beirats des BMZ.
Bis heute gehört Langhammer dem wissenschaftlichen Beirat des Bertelsmann Transformation Index an. Langhammer trat am 31. August 2012 in den Ruhestand, ist aber weiterhin am IfW Kiel tätig.

## Forschungsschwerpunkte
Langhammers Forschungsschwerpunkte liegen auf dem Gebiet des internationalen Handels, der Handelspolitik, regionaler Integration und der internationalen Kapitalbewegungen. Regional fokussierte er sich u. a. auf den asiatischen Raum mit Schwerpunkt China. Durch diese Arbeit wurde er zu einem weltweit gefragten wirtschaftspolitischen Berater.

## Publikationen (Auswahl)
- … The second enlargement of the European Community: adjustment requirements and challenges for policy reform. Mit: J. Donges, C. Krieger-Boden, K.W. Schatz, S. Carsten. Kieler Studien, No. 171, Tübingen: J.C.B. Mohr, 1982
- … Regional integration among developing countries: opportunities, obstacles and options. Mit Ulrich Hiemenz. Kieler Studien, No. 232, Tübingen: J.C.B. Mohr, 1990
- … The International Competitiveness of Developing Countries for Risk Capital. Kieler Studien, No. 242, Tübingen: J.C.B. Mohr, 1991
- … Regional Integration in Europe and its Effects on Developing Countries. Mit U. Hiemenz und E. Gundlach. Kieler Studien, No. 260, Tübingen: C.B. Mohr, 1994
- … Monetary Policy and Macroeconomic Globalization in Latin America. Mit Lúcio Vinhas de Souza. London: Springer, 2005
- … Labor Mobility and the World Economy. Mit Federico Foders. London: Springer, 2006
- … EU integration and its implications for Asian economies: What we do and do not know. Mit Rainer Schweikert. Journal of Asian Economics, vol. 17 (3), pp. 395–416 (2006)
- … ASEAN and the EU Challenged by “Divide and Rule” Strategies of the US and China Evidence and Possible Reactions. Mit S. Chirathivat. Int. Econ. Econ Policy, vol. 17, pp. 659–670 (2020)